# Polopos
Polopos è un comune spagnolo di 1 358 abitanti situato nella comunità autonoma dell'Andalusia.